# Illuyanka

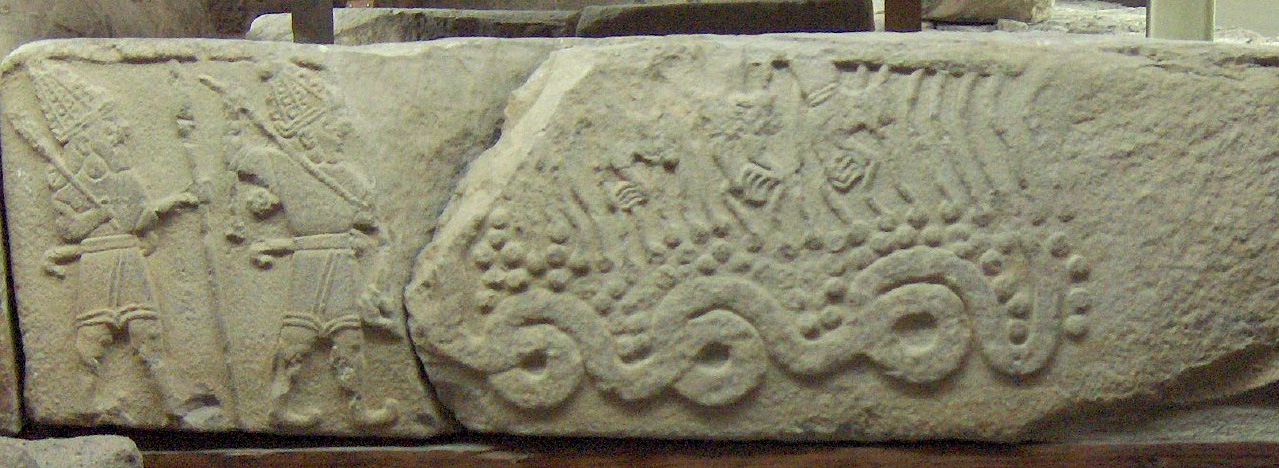
Le Dieu de l'orage hittite, accompagné de Sarruma, tuant le dragon Illuyanka. Représentation sur calcaire néo-hittite (850-800 av. J.-C.) trouvée à Malatya. Musée des civilisations anatoliennes, Ankara.

Illuyanka (ou Illuyankas) est, dans la mythologie hittite, un serpent monstrueux qu'affronte Tarhu, le dieu de l'Orage. Le mot illuyankaš, en hittite, est le nom commun voulant dire « serpent »,.

## L'affrontement avec le dieu de l'Orage
Deux récits de l'affrontement entre le dieu de l'Orage et le serpent ont été retrouvés sur une même tablette copiée en huit exemplaires et découverte lors de fouilles sur le site de l'ancienne capitale hittite Hattusa. Ces deux variantes ont été éditées par Emmanuel Laroche dans son Catalogue des textes hittites sous le titre Illuyanka ou Le Combat du dragon.
Des représentations figurées de l'affrontement ont également été retrouvées, par exemple une représentation sur calcaire trouvée à Malatya et remontant à la période néo-hittite (vers 850-800 av. J.-C.). On y voit Tarhu affrontant Illuyanka ; son fils Sarruma se tient derrière lui.

## Comparaison entre Illuyanka et Typhon
Des études de mythologie comparée ont rapproché l'affrontement entre Tarhu et Illuyanka de l'affrontement entre Zeus et Typhon de la mythologie grecque, épisode connu par plusieurs textes et représentations figurées. Un problème récurrent de ce type de comparaison consiste à prouver que les deux parallélismes possibles entre les deux récits ne sont pas de simples coïncidences. Calvert Watkins a publié en 1992 un article qui tente d'étayer ce parallèle par l'étude de formules précises employées par les textes hittites et grecs.